# بی‌قرار (فیلم ۲۰۲۲)
بی‌قرار (فرانسوی: Sans répit‎) یک فیلم اکشن و هیجان انگیز فرانسوی محصول سال ۲۰۲۲ به کارگردانی رجیس بلوندو، نویسندگی رجیس بلوندو و ژولین کلمبانی و با بازی فرانک گاستامبید، سیمون آبکاریان و میکائل ابیبول است. این فیلم بر اساس فیلم کره ای یک روز سخت ۲۰۱۴ ساخته کیم سونگ هون ساخته شده‌است.

## بازیگران
- فرانک گاستامبید در نقش توماس
- سیمون آبکاریان در نقش مارلی
- میکائل ابیبول در نقش مارک
- تریسی گوتواس در نقش نائومی
- جمیما وست در نقش آگاته
- سرژ هازاناویسیوس در نقش کمیسر وابور
- ویکتور زنر در نقش لوئیز
- پرز مایکل در نقش مایکل بورگی
- نبیل میسومی در نقش بارسلو
- فابریس دلا ویلهرو در نقش مسئول چمبر مورتور